# Nizami Gandjawi
Nizami Gandjawi, Elyās Yūsof Neẓāmī Ganjavī, (en persa: نظامی گنجوی / Neẓâmi Ganjavi, que literalment significa «Nizami de Gandja»; en kurd: Nîzamî Gencewî, نیزامی گه‌نجه‌وی), (Gandja, 1141 – Gandja, 1209), el nom complet del qual és Nezam al-Din Abu Mohammad Elyas Elyas Ibnja Ibnyas Gandja Ibnja Ibnyas fou un dels més grans poetes, escriptors i pensadors perses. Tot i néixer i morir a Gandja els seus orígens eren de Qom. Va ser sobretot un gran erudit i autor de poemes èpics romàntices, profundament influenciat pel misticisme.

## Biografia
Nizami, un poeta persa, va néixer a Ghahestan, un poble proper a Qom situat 150 km al sud-oest de Teheran i no a Ganja (actualment a l'Azerbaidjan). Però hi va viure, ja que els seus pares s'hi van instal·lar. Nizami va dedicar les seves obres escrites en persa a diversos prínceps iranians

La seva família era originària de la ciutat de Qom, prop de Teheran Com diu al Llibre d'Alexandre: 
| « | Encara que estigui perdut a Ganja com una perla, Sóc de Ghahestan de Qom. | » |

Així, el seu pare Moayyad va deixar Qom, la seva ciutat natal, per establir-se a Gandja.

Tots els membres de la família de Nizami eren estudiosos. Des de ben petit va començar a estudiar totes les branques de la ciència, la filosofia, la teologia, etc. del seu temps. Sobre això diu: 
| « | Tot el que hi ha en astronomia, detalls en totes les ciències, Els vaig aprendre, i vaig buscar en totes les seves pàgines, els seus misteris. | » |

Hi ha molt poca informació disponible sobre la seva vida. Va quedar orfe a una edat primerenca i va ser criat pel seu oncle matern, Khadjeh Omar, que era particularment culte. És ell, a més, qui transmet tots els seus coneixements a Nizami. La seva mare, Raïssa, és d'origen iranià, però d'una tribu kurda, i el seu pare, Youssouf, d'origen iranià.
Es va casar tres vegades. El príncep de Darband, Fakhr-é din Bahramshah, li presenta una jove i bonica esclava cumans. Es deia Afagh. Es casa amb ella. Va ser la seva primera dona, i la seva estimada, amb qui va tenir un fill, a qui va anomenar Mohammad Afagh. La seva dona va morir just després de la finalització de Khosrow i Shirin. Curiosament, les altres dues esposes de Nizami moren poc després de completar una de les seves èpiques. Aquesta és la raó per la qual es queixa amargament a Déu amb aquest vers: «Oh Déu, per què fer cada masnavi que he de sacrificar una dona?»
Des de poemes lírics fins a poemes didàctics de contingut moral i místic, les seves obres estan il·lustrades amb anècdotes, i molt riques en persa, romà / grec i àrab, enigmes i enigmes mitològics matemàtics, astronòmics, literaris i llegendaris, etc. El seu art és la construcció de quatre novel·les en poesia:
- Khosrow i Chirine narra la vida i els amors del rei sassànida, Còsroes II, i de la princesa cristiana, Chirine.
- Leïla i Madjnoun, inspirada en una antiga llegenda àrab, és la història d'una passió amorosa mútua que només es compleix amb la mort.[6]
- Les Set Belleses tenen com a heroi el rei sassànida, Bahram V, famós per les seves gestes i els seus amors.; les seves set dones, filles dels reis dels Set Climes, cadascuna li expliquen una història meravellosa)[7]
- El Llibre d'Alexandre[8] exalta la saviesa sobrehumana del conqueridor Alexandre el Gran, «figura divinitzada, com a component dels missatges profètics»,[8] en la tradició del món islàmic.

També és molt difícil d'accedir, ja que té un llenguatge codificat i molt complex. Seyyed Mohammad Ali Oraizi (1882-1954), erudit iranià, va dedicar bona part de la seva vida a les obres de Nizami, per intentar interpretar-les.

## Comparacions
Amb Khadjou Kermani (llibre: Homa i Homayoon)
Amb Firdawsí (llibre: Bijan i Manijeh)
Amb Saadi
Amb Shakespeare' Hi ha una lògica òbvia a l'hora de comparar Layli [Layla] i Majnun de Nizami amb Romeu i Julieta de Shakespeare. Cadascun encarna l'idil·li dels amants protagonitzats en la seva pròpia tradició i, per tant, convida qualsevol persona que conegui les dues obres a llegir-les l'una contra l'altra. Intentar fer-ho, però, és buscar un punt en comú que sigui més ampli i ferm que el pensament expressat en el pensament antic, la paraula antiga, el proverbi vell o el vell adagi. El camí cap a l'amor veritable mai ha transcorregut sense problemes. A més de les diferències òbvies i significatives de temps, llenguatge i context històric, hi ha distincions formals entre elles que alteren fonamentalment la manera com el poeta aborda les qüestions de caràcter, argument i ritme.
En definitiva, Romeu i Julieta és una obra molt especial, una tragèdia, i va ser escrita per ser vista i escoltada en una representació pública que duraria poc menys de dues hores. El poema de Nizami és un conte romàntic que va ser escrit per ser llegit a un ritme molt més pausat, i normalment, es suposa, en solitud Afegim també que en totes les seves obres, «Shakespeare dibuixa el naixement i el procés de formació de l'estat nació a Anglaterra». És per això que Romeu i Julieta representen les Guerres de les Roses a Anglaterra, que van tenir lloc entre la Casa de Lancaster i la Casa de York. L'objectiu de Shakespeare és resoldre aquests enfrontaments i mostrar l'absurd d'aquest conflicte

## Ressenyes
La poesia iraniana va representar totes les particularitats de la poesia clàssica de caràcter moral i social de la qual Nezami és un dels pioners. Sobre aquest tema, en el seu treball titulat Anthologie persane, destaca Henri Massé: «Nizami és el mestre de l'èpica romàntica, és a dir, de la novel·la versificada. És el Chrestien de Troyes de la literatura persa. Tan hàbil com erudit, posseïdor de tots els recursos de la professió poètica, és un artista admirable».

## Obres

### Llistat
El Khamse consta de cinc obres diferents:
1. El tresor dels misteris (en persa: مخزن‌الاسرار / Makhzan-al-Asrâr; 1165);
2. Khosrow i Shirin (en persa: خسرو و شیرین / Khosrow o Shirin; 1180);
3. Leïli i Madjnoun (en persa: لیلی و مجنون / Leïli o Madjnoun; 1188);
4. Les set belleses (en persa: هفت‌پیکر / Haft-Peikar, també traduït com Les set figures [de la bellesa], Els set ídols o Els set retrats) o el Llibre de Bahram (en persa: بهرام‌نامه / Bahrâm-Nâmé; 1191);
5. el Llibre d'Alexandre (en persa: اسکندرنامه / Eskandar-Nâmé; 1198).

### Influències
La seva influència en l'àmbit literari és gegantina. No només va enriquir la poesia persa en la seva totalitat, sinó que sobretot va obrir uns quants camins.

### Característiques
Les seves obres es caracteritzen especialment per:
- universalitat, ja que uneix totes les figures;
- força infinita;
- ús de metàfores, al·legories, etc.;
- imaginació i innovació;
- eloqüència;
- primacia.

## Llegat
Nizami, les obres del qual estan escrites totes en persa, té una gran reputació a l'Iran, l'Afganistan i el Tadjikistan, on el persa és la llengua oficial. La seva poesia és especialment coneguda a l'Iran, i també és molt popular a l'Azerbaidjan, on es troben el seu lloc de naixement i el seu mausoleu. És conegut en altres països, especialment a l'Índia i el Pakistan.

### Cultura persa
La influència de l'obra de Nizami en el desenvolupament posterior de la literatura persa ha estat enorme i el Khamseh es va convertir en un patró que va ser emulat en la poesia persa posterior (i també en altres literatures islàmiques). El llegat de Nizami es fa sentir àmpliament al món islàmic i la seva poesia ha influït en el desenvolupament de la poesia persa, àrab, turca, kurda i urdú, entre moltes altres llengües. En la història de la pintura en miniatura persa, les històries dels poemes de Nizami juntament amb les del Shahnama de Ferdowsi han estat les obres literàries il·lustrades amb més freqüència. Segons l'Encyclopædia Britannica, Nizami és admirat a les terres de parla persa per la seva originalitat i claredat d'estil, encara que el seu amor per la llengua per si mateix i per l'aprenentatge filosòfic i científic fa que el seu treball sigui difícil per al lector mitjà. Nizami va compondre els seus versos en llengua persa i enciclopèdies occidentals com Encyclopedia of islam, Encyclopedia Iranica, Encyclopaedia Britannica i orientalistes de molts països consideren a Nizami com un important poeta romàntic de la literatura persa i l'admiren com el gran poeta romàntic de la literatura persa. Entre els nombrosos poetes notables que han pres els Cinc tresors de Nizami com a model, es poden esmentar Amir Khusro, Jalal Farahani, Khwaju Kermani, Mohammad Katebi Tarr-Shirini, Abdul Rahman Jami, Hatefi Jami, Vahshi Bafqi, Maktabi Shirazi, Ali-Shir Bedel Qavila, Ali-Shir, Abdul Nava'avi. Fuzuli, Hashemi Kermani, Fayzi, Jamali i Ahmad Khani. No només els poetes, sinó també historiadors com Rawandi van ser influenciats per la poesia de Nizami i van utilitzar els seus poemes com a font per a la història. A més d'aquests, desenes de poetes han començat la seva composició amb la primera línia del Makhzan al-Asrar. Segons Rudolf Gelpke, «Molts poetes posteriors han imitat l'obra de Nizami, encara que no poguessin igualar-la i, certament, no superar-la; perses, turcs, indis, per citar només els més importants. L'erudit persa Hekmat ha enumerat no menys de quaranta versions perses i tretze turcs de Layli i Majnun». Segons Vahid Dastgerdi, «Si un cerqués totes les biblioteques existents, probablement trobaria més de 1000 versions de Layla i Majnun». Jami al seu Nafahatol Ons remarca que: «Tot i que la majoria del treball de Nizami a la superfície sembla ser romàntic, en realitat són una màscara per a les veritats essencials i per a l'explicació del coneixement diví». Jami al seu Baharestan esmenta que «l'excel·lència de Nizami és més manifesta que el sol i no necessita descripció». Hashemi de Kerman comenta: «L'Imperi de la poesia va obtenir la seva llei i l'ordre dels bells versos de Nizami i presentar paraules abans del discurs silenciós de Nizami és una pèrdua de temps».

### Subcontinent indi

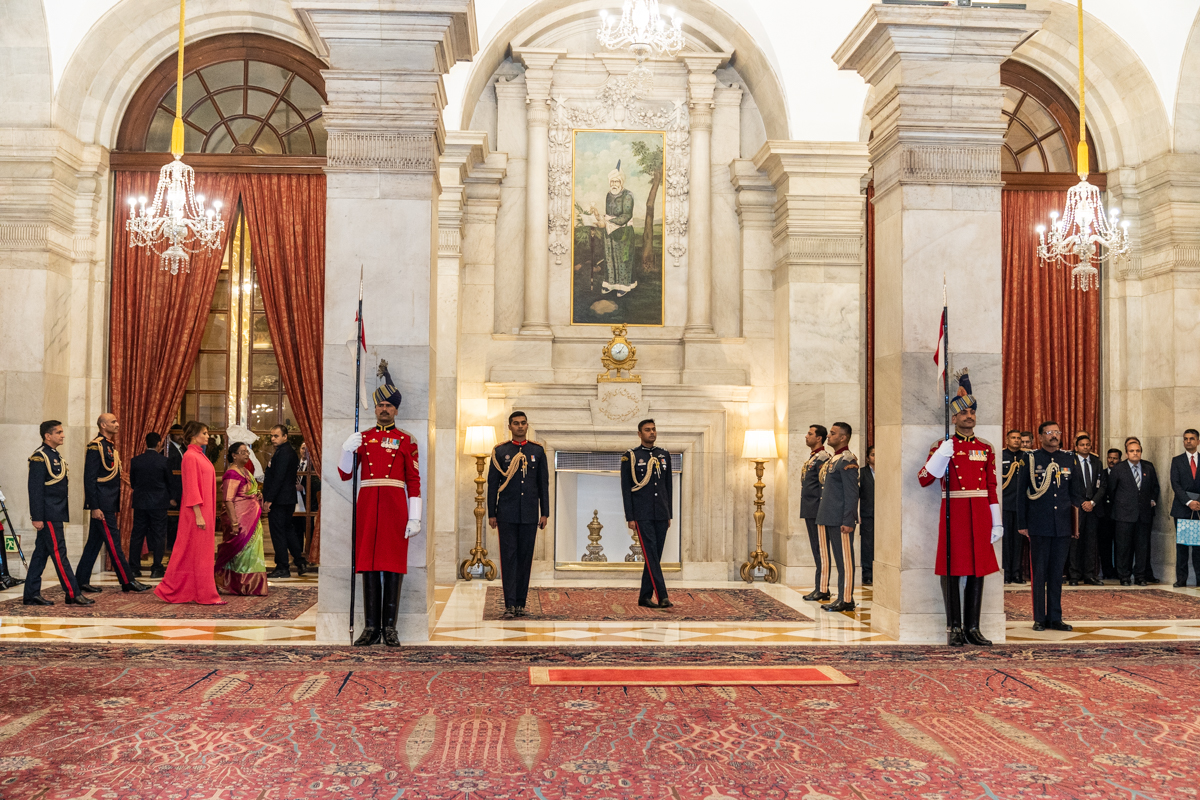
Un retrat de Nizami Ganjavi a Rashtrapati Bhavan

Els poemes de Nizami eren molt populars al subcontinent indi. La llengua i la literatura perses han tingut un gran impacte a tot el subcontinent indi. Nizami Ganjavi ha estat imitat per molts poetes a causa del seu estil únic de parla i llenguatge de poesia. Els poetes que han imitat el de Nizami són: Amir Khusro Delhi, Khwaju Kermani, Jami, Hatefi, Ghasemi, Vahshi Bafqi, 'Orfi Shirazi, Maktabi, Faizi, Ashraf Maraghi, Azar Bigdeli, Badriddin Hilali, Rumi Kermani, Maulana Navaji Shirazi i Salaman Savidi Shirazi. Amir Khusro Dehlavi elogia Ganjavi en els seus poemes com un mestre de l'art de lloar. Amir Khusro escriu: «El governant del regne de les paraules, heroi famós, Erudit i poeta, la seva copa brinda. En ell - vi pur, és borratxerament dolç, No obstant això, en copa [vidre] al nostre costat, només un ambient fangós». Un retrat de Nizami penja a la sala Ashoka del Rashtrapati Bhavan, el palau presidencial de l'Índia. La sala també està decorada amb poemes de Nizami i altres poetes perses. El Khamsa va ser un tema popular per a manuscrits luxosos amb miniatures pintades a les corts perses i mogols en segles posteriors. Alguns exemples inclouen el Khamsa de Nizami (Biblioteca Britànica, Or. 12208), creat per a l'emperador mogol Akbar a la dècada de 1590.

### Unió Soviètica
A principis de la dècada del 1940 i per commemorar el 800 aniversari de Nizami Ganjavi, el compositor azerbaiyano Uzeyir Hajibeyov va planejar escriure set cançons basades en el poema de Nizami sobre les Set Belleses. No obstant això, Hajibeyov només va escriure dues cançons: Sensiz ('Sense tu', 1941) i Sevgili Janan ('Estimat', 1943). Un altre compositor azerí, Gara Garayev, va compondre Set belleses (ballet) el 1947–48 basant-se en el poema homònim de Nizami que va guanyar un reconeixement internacional. També va compondre Leyli i Majnun (ballet) que es va estrenar el 25 de maig de 1969 al Teatre Acadèmic d'Òpera i Ballet de l'Azerbaidjan a Bakú i més tard es va gravar com a pel·lícula.
Un planeta menor, anomenat 3770 Nizami, va ser descobert per l'astrònom soviètic Lyudmila Chernykh el 1974 i va rebre el seu nom. A més, el Museu de Literatura de l'Azerbaidjan de Bakú porta el nom de Nizami.

### Azerbaidjan

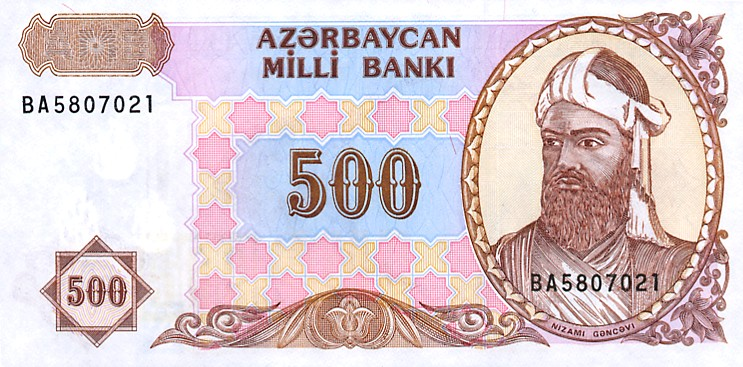
Representació de Nizami al manat d'Azerbaidjan (1993)

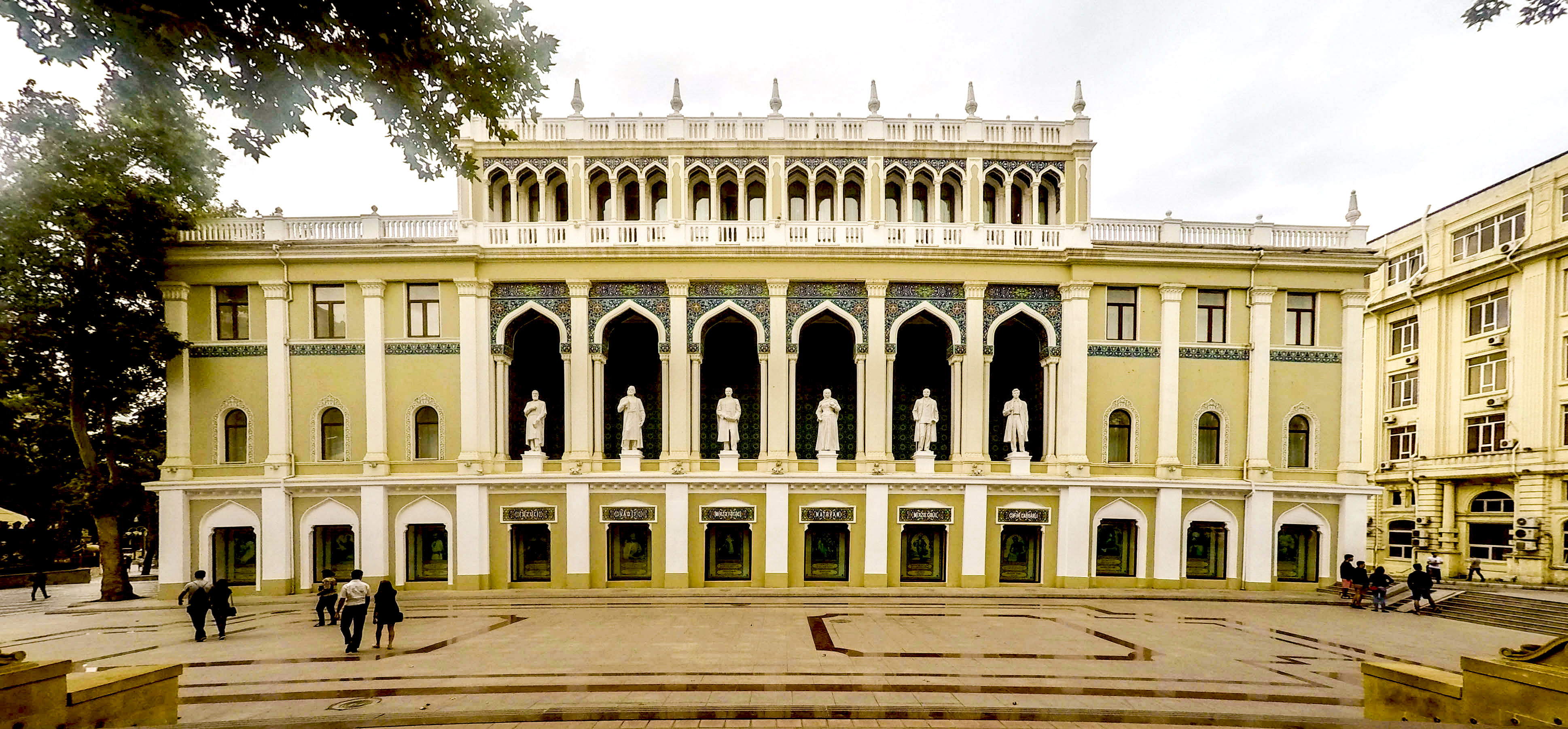
Museu Nizami de Literatura d'Azerbaidjan a Bakú, República de l’Azerbaidjan.

Nizami es va representar a l’anvers del bitllet de 500 manats d'Azerbaidjan del 1993 al 2006. L'any 2008, coincidint amb el 800 aniversari de la seva mort, el Banc Central de l'Azerbaidjan va encunyar una moneda commemorativa d'or de 100 manats dedicada a la seva memòria. El Museu de Literatura Nizami es troba a Bakú, República de l'Azerbaidjan. Una de les estacions de metro de Bakú també porta el nom de Nizami Ganjavi. Hi ha un Institut de Literatura que porta el nom de Nizami i el cinema porta el nom de Nizami a Bakú. Un dels districtes de Bakú s'anomena raion de Nizami. La vida de Nizami Ganjavi es mostra a la pel·lícula azerbaidjana Nizami (1982), en la qual el paper principal, el paper de Nizami Ganjavi, va ser interpretat per Muslim Magomayev. El mausoleu de Nizami, construït en honor a Nizami, es troba als afores de la ciutat de Ganja, a l'Azerbaidjan. És un edifici cilíndric alt, envoltat de jardins. A un costat, hi ha una estàtua metàl·lica que commemora els poemes èpics de Nizami. El mausoleu es va construir originalment l'any 1947 en lloc d'un antic mausoleu ensorrat i es va reconstruir en la seva forma actual quan la República d'Azerbaidisme va recuperar la seva independència després de la caiguda de la Unió Soviètica el 1991.
Els monuments a Nizami existeixen a moltes ciutats de la República de l'Azerbaidjan i l'Iran, així com a Moscou, Sant Petersburg i Udmúrtia (Rússia), Kíev (Ucraïna), Pequín (Xina), Taixkent (Uzbekistan), Marneuli (Geòrgia), Chisinau (Moldavia), Roma (Itàlia).
El 2021 va ser declarat Any de Nizami Ganjavi al país.

### Traducció al japonès
1. The Story of the Seven Queens (Haft Peykar), traduït al japonès per Tsuneo Kuroyanagi, publicat per Heibonsha, juliol de 1971. (Toyo Bunko 191)

1. Khosrow and Shireen, traduït per Emiko Okada, publicat per Heibonsha, juny de 1977. (Toyo Bunko 310)

1. Layla and Majunoon, traduït per Emiko Okada, Heibonsha, febrer de 1981. (Toyo Bunko 394).[31]

### Rebuda a occident
El poeta i escriptor alemany Johann Wolfgang von Goethe va escriure: «Un esperit amable i molt dotat, que, quan Ferdowsi va completar les tradicions heroiques recollides, va escollir com a material dels seus poemes les trobades més dolces del més profund amor. Majnun i Layli, Khosrow i Shirin, amants que va presentar; pensat l'un per l'altre per premonició, passió, costum, destí, premonició, passió de destí, costum, predisposició entre ells, però dividits per idees boges, tossuderia, atzar, necessitat i força, després miraculosament reunits, però al final de nou d'una manera o altra esquinçats i separats els uns dels altres».
Pel que fa a la recitació de la seva poesia, Peter Chelkowski afirma: «La memorització i la recitació de la seva herència literària sempre ha estat vital per als iranians, l'actitud dels quals davant el poder de la paraula escrita i parlada és reverencial. Encara avui la passió nacional per la poesia s'expressa constantment a la ràdio i la televisió, a les teteries, a les societats literàries, a la conversa diària, la poesia i la recitació de musha'areh. L'obra de Nizami serveix com a vehicle i símbol d'aquesta tradició, ja que uneix la universalitat amb l'esforç artístic profundament arrelat, el sentit de la justícia i la passió per les arts i les ciències amb l'espiritualitat i la pietat genuïna, per la riquesa i la finesa de la metàfora, l'exactitud i la profunditat de l'observació psicològica, i el pur virtuosisme de la narració de històries».
La història de Nizami, Layla i Majnun, també va proporcionar el mateix nom per a un senzill d’Eric Clapton, també anomenat  Layla . Gravada amb el grup Derek and the Dominos, la cançó es va publicar a l'àlbum de 1970 Layla and Other Assorted Love Songs. L'àlbum va estar influenciat per Nizami i la seva poesia d'amor no correspost. La cinquena cançó de l'àlbum, I Am Yours, estava basada en un poema de Nizami, musicat per Clapton.
El 2004, es va celebrar una conferència sobre Nizami a la Universitat de Cambridge. Les actes d'aquesta conferència es van publicar sota el títol Nizami: A Key to the Treasure of Hakim l'any 2011.

## Commemoracions
El 880 aniversari del seu naixement, la República de l'Azerbaidjan va proclamar l'any 2021 «Any Nizami Ganjavi ».